# Michał Hasiuk
Michał Hasiuk (ur. 12 listopada 1931 w Kosmowie, zm. 25 listopada 2021 w Poznaniu) – polski filolog, germanista, specjalista z zakresu językoznawstwa bałtyckiego, profesor Uniwersytetu im. Adama Mickiewicza w Poznaniu.
W 1955 ukończył germanistykę na UAM, po czym podjął pracę na tej uczelni. Stopień doktora habilitowanego uzyskał w 1978. Był wykładowcą w Instytucie Językoznawstwa Wydziału Neofilologii UAM. Inicjator powołania filologii litewskiej i łotewskiej na UAM, w latach 1987-2004 kierownik Zakładu Bałtologii UAM.
Odznaczony m.in. Złotym Krzyżem Zasługi, Orderem Odrodzenia Polski i Krzyżem Komandorskim Orderu Wielkiego Księcia Gedymina.

## Publikacje
Contributions to Baltic linguistic, Poznań 1993
Fonologia litewskiej gwary sejneńskiej, Poznań 1978